# John Cannan
John David Guise Cannan (sinh ngày 20 tháng 2 năm 1954)  là một kẻ giết người và hiếp dâm người Anh. Một cựu nhân viên bán xe hơi, anh ta bị kết án vào tháng 7 năm 1988 về tội giết người và tội phạm tình dục. Anh ta bị kết án ba lần chung thân với một lời đề nghị không bao giờ được đưa ra, vì vụ giết Shirley Banks ở Bristol vào tháng 10 năm 1987, vụ bắt cóc Julia Holman vào đêm hôm trước và vụ hãm hiếp một phụ nữ ở Reading, năm 1986. Anh nhắm vào phụ nữ có nghề nghiệp.
Anh ta là nghi phạm duy nhất trong vụ giết Suzy Lamplugh, người đã biến mất vào tháng 7 năm 1986 sau khi đi gặp một người đàn ông tự xưng là 'Mr Kipper'. Tuy nhiên, vào tháng 11 năm 2002, Dịch vụ truy tố Vương miện đã quyết định rằng không có đủ bằng chứng buộc tội anh ta. Tháng đó, Scotland Yard đã tổ chức một cuộc họp báo mà trong một động thái hiếm hoi, các sĩ quan đã gọi anh ta là người đàn ông mà họ tin là đã giết Lamplugh.

## Tội phạm tình dục và cướp của
Cannan đã tấn công một người phụ nữ trong hộp điện thoại ở Erdington  vào năm 1968, khi anh ta 14 tuổi và bị quản chế. Anh ta bỏ vợ năm 1980 vì Daphne Sargent, người mà anh ta đã hành hung khi cô cố gắng rời xa anh ta. Anh ta đã cướp một trạm xăng tại knifepoint vào tháng 2 năm 1981 và vào tháng 3 năm đó, anh ta đã cướp một cửa hàng dệt kim tại knifepoint, trói mẹ của trợ lý bằng quần bó sát và hãm hiếp trợ lý cửa hàng sau khi đe dọa đâm em bé. Anh ta đã thụ án năm năm trong tám năm cho tội hiếp dâm sau khi bị kết án vào tháng 6 năm 1981. Anh ta thụ án tại nhà tù HM và sau đó được chuyển đến London. Anh ta được thả ra từ một ký túc xá tại Wormwood Scrub vào năm 1986 khi Suzy Lamplugh mất tích.
Cảnh sát nói rằng cách thức hoạt động của Cannan là giả vờ là một doanh nhân miền Tây. Anh ta sẽ thương hại phụ nữ với sôcôla và hoa và các cuộc tấn công thường theo sau sự từ chối. Khi sống ở Bristol, anh đã ngoại tình với luật sư, kết thúc vào tháng 8 năm 1986; anh ta đe dọa cô và gia đình cô.
Chỉ mười tuần sau khi cuối cùng anh ta được ra tù, anh ta đã hãm hiếp một phụ nữ tại điểm dao ở Reading vào tháng 10 năm 1986, một cuộc tấn công mà anh ta đã liên kết với DNA từ tinh dịch. Anh ta đã bị bắt vì hành vi phạm tội này trước đó nhưng anh ta đã đưa ra một bằng chứng ngoại phạm rằng anh ta đang ở Sutton Coldfield vào thời điểm đó và bằng chứng pháp y không đủ mạnh để buộc tội anh ta. Một hồ sơ DNA ban đầu là không thuyết phục nhưng Home Office và ICI đều chạy thử nghiệm lại vào năm 1988 và đã chứng minh sự liên quan.
Cảnh sát cũng sử dụng bằng chứng từ thẻ cashpoint của anh ta để chứng minh rằng anh ta đã đi từ London đến Bristol ngày hôm đó. Đọc là trên tuyến đường sắt giữa các thành phố. Vào tháng 10 năm 1987, anh ta đã cố bắt cóc nữ doanh nhân 30 tuổi người Bỉ Julia Holman từ một bãi đậu xe vào khoảng 6,50 chiều tại gunpoint nhưng cô đã chiến đấu với anh ta và sau đó xác định anh ta là kẻ tấn công cô. Tối hôm sau anh ta bắt cóc Shirley Banks.

## Vụ mưu sát Shirley Banks

### Biến mất
Banks, một giám đốc nhà máy dệt 29 tuổi mới kết hôn đến từ Clifton, đã bị bắt cóc vào tối ngày 8 tháng 10 năm 1987 một thời gian sau 7:40 pm  trong khi ra ngoài mua sắm đến trung tâm Broadmead. Chồng cô Richard, lúc đó 30 tuổi, đã tìm kiếm cô trong các quán bar khi cô không trở về nhà, vì họ đã đồng ý gặp nhau để uống nước; Khi anh gọi cô đi làm vào sáng hôm sau, anh được cho biết cô vừa gọi điện bị ốm với cái bụng khó chịu 15 phút trước đó. Khi gọi lại cho cô thất bại khi trở về nhà, anh gọi cảnh sát. Cảnh sát tin rằng Banks đã bị giữ qua đêm trong căn hộ của Cannan và sau đó anh ta đã thuyết phục cô gọi điện thoại cho bệnh nhân để làm việc, sau khi giả vờ rằng anh ta sẽ thả cô.

### Cuộc điều tra
150 sĩ quan từ năm lực lượng cảnh sát đã dành khoảng 140.000 giờ cho vụ án. Cảnh sát đưa ra lời kêu gọi trên truyền hình và tìm kiếm xe của Bristol Docks cho xe của Banks. Họ cho rằng cuộc gọi điện thoại vì công việc của cô có thể có nghĩa là cô đã tự nguyện rời đi và cũng xem xét liệu chồng cô Richard có thể là nghi phạm hay không; anh nhanh chóng bị loại. Cảnh sát đã lần đầu tiên lên kế hoạch liên kết vụ bắt cóc Julia Holman vào đêm hôm trước trong một cuộc tái thiết Crimewatch vào tháng 11, trước khi những tội ác tiếp theo của Cannan khiến anh ta bị bắt.

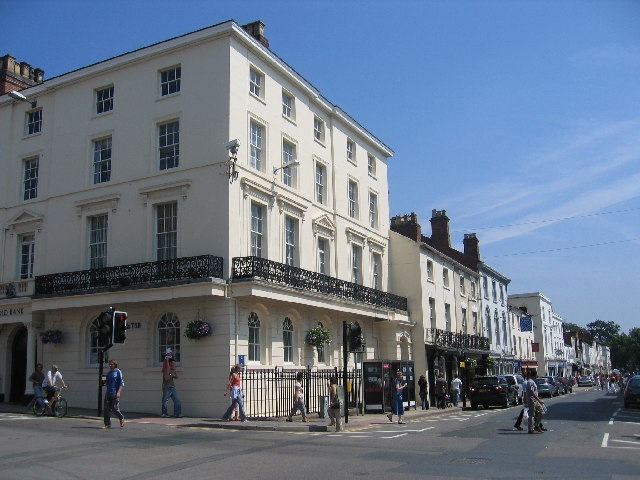
Phố Regent ở Leamington Spa

#### Bắt giữ Cannan
Cannan, khi đó đang sống tại Foye House, Leigh Woods, Bristol, đã bị bắt vào ngày 29 tháng 10 năm 1987 tại Leamington Spa vì một vụ tấn công vào mũi dao vào một trợ lý, tại một cửa hàng trang phục Regent Street, Ginger. Hai người qua đường đã đuổi theo anh ta và gọi cảnh sát. Anh tránh họ một thời gian ngắn và họ tìm thấy một con dao và túi đựng máu trên đó. Cảnh sát phát hiện ra anh ta và thấy tay anh ta đang chảy máu, sau đó bắt giữ anh ta. Họ tìm thấy chiếc BMW màu đen của anh ta gần cửa hàng, trong đó có dây thừng và một khẩu súng ngắn giả và họ cũng tìm thấy sợi dây được giấu trong một bồn cầu trong nhà để xe.

#### Liên kết với Banks

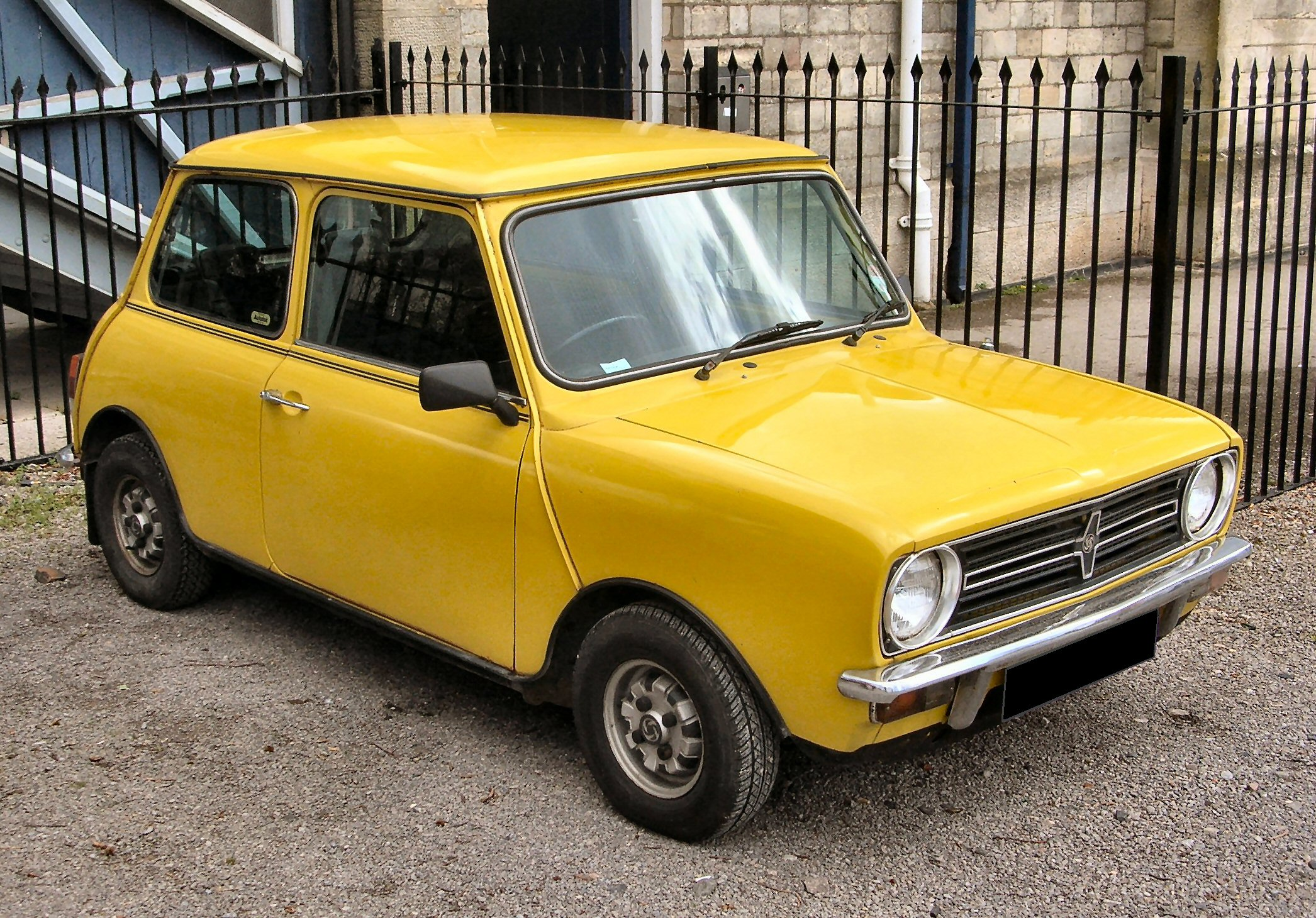
Mini Clubman tương tự như Banks's

Cảnh sát đã tìm kiếm chiếc xe của anh ta ba tuần sau khi Banks mất tích, nơi họ tìm thấy một đĩa thuế cho chiếc xe của cô, bên trong một chiếc cặp trong ngăn đựng găng tay. Mini Clubman màu cam của cô đã được tìm thấy, sơn màu xanh lam, trong nhà để xe tại căn hộ của anh ta. Cảnh sát đã bảo lãnh anh ta từ nhà ga ở Warwick, nơi anh ta đang được phỏng vấn về vụ cướp cố gắng và cảnh sát từ Bristol ngay lập tức bắt giữ anh ta về sự mất tích của Banks.
Truyền thông tin tức ngay lập tức liên kết sự biến mất của Banks với Suzy Lamplugh và công bố hồ sơ tội phạm trước đó của Cannan. Cannan tuyên bố anh ta đã mua Mini từ một người đàn ông tại một cuộc đấu giá. Cảnh sát buộc tội anh ta tấn công vào ngày 2 tháng 11 và anh ta không có chứng cứ ngoại phạm cho đêm mất tích của Banks.

#### Nhân chứng
Một tài xế taxi đã tiến tới và nói rằng một người phụ nữ đã gọi taxi đến căn hộ của Cannan vào khoảng 2 chiều, vào ngày sau khi Banks biến mất nhưng Cannan nói với anh rằng không ai gọi cho ai cả. Vào khoảng 2:30 chiều, anh mượn máy hút bụi từ một người hàng xóm và được nhìn thấy đang lau xe. Chuyển động của Cannan không thể chiếm từ 3 đến 7 giờ chiều. Cảnh sát đã đưa Julia Holman, người mà anh ta đã cố bắt cóc và cô ngay lập tức nhận ra anh ta trong đội hình.
Hy vọng rằng Banks vẫn còn sống, cảnh sát đã công bố hình ảnh của Cannan cho báo chí. Một người phụ nữ 69 tuổi đã tới để nói rằng cô ấy đang tham gia giao thông gần căn hộ của Cannan vào ngày 9 tháng 10 năm 1987 và nhìn thấy khói từ một đám cháy nhỏ trong một cảnh sát. Trong rừng, cô nghe thấy tiếng vật lộn, đấm, một người phụ nữ nói "Không, không" và người đàn ông nói "Tôi đã cảnh báo cô những gì tôi sẽ làm". Cũng có một âm thanh nghẹn ngào.
Cô hét lên với người đàn ông có "mái tóc xoăn, đen", người đã nhìn thấy cô, chạy về phía cô và lao vào cô. Cảnh sát tỏ ra nghi ngờ nhưng tin rằng có thể cô đã nghe và nhìn thấy thứ gì đó trong rừng.

#### Pháp y
Cảnh sát tìm thấy một vé dọn dẹp cho một cửa hàng ở Sutton Coldfield và thấy rằng Cannan đã rơi ra một chiếc áo mưa có vết đỏ trên đó, vào cuối tháng 10. Ông tuyên bố các dấu hiệu là do bùn đỏ từ việc làm tình trong công viên; Cảnh sát tìm thấy các dấu vết là vết máu, có thể là từ cùng nhóm máu với Banks.
Cảnh sát đã xây dựng một bộ dấu vân tay của Ngân hàng từ nhà của bố mẹ cô, nhà cô và công việc của cô. Dấu vân tay trái khớp với một tài liệu trong căn hộ của Cannan. Anh ta thừa nhận rằng tài liệu đến từ căn hộ của anh ta, trước khi anh ta biết về dấu vân tay. Anh ta bị buộc tội bắt cóc và giết cô vào ngày 23 tháng 12 năm 1987.

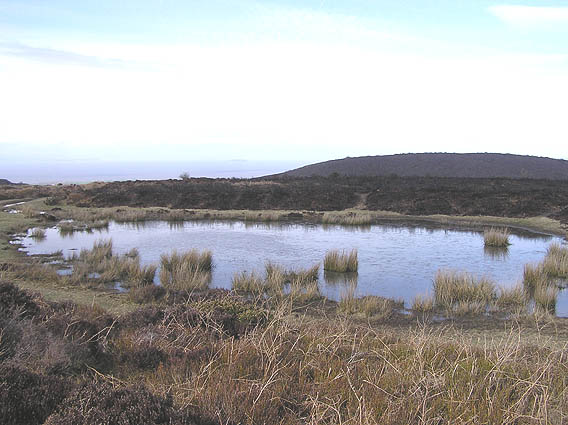
Nhìn về phía Pháo đài Dowsborough Hill, nơi tìm thấy thi thể của Banks

#### Tìm ra thi thể của cô ấy
Thi thể trần truồng, phân hủy của Banks được một người phụ nữ tìm thấy trong dòng suối, khi thu thập rêu, sáu tháng sau khi cô mất tích, vào Chủ nhật Phục sinh (3 tháng 4 năm 1988) trên đồi Quantock, tại một địa điểm có tên là " Mương chết người ", một phần của Trại Iron Age ở Dowsborough.
Cảnh sát tìm thấy bùn đỏ sẫm tại nơi cô ta bị bỏ lại, đồ trang sức bằng vàng và nút từ một chiếc váy cô ta đã mua. Theo nghiên cứu bệnh học GS. Bernhard Knight, cô đã bị giết bởi bị đánh liên tiếp vào đầu bằng một tảng đá. Dấu vân tay của các ngân hàng, được bảo quản bởi dòng lạnh băng, cũng khớp với dấu vân tay trên tài liệu.

### Thử nghiệm
Phiên tòa kéo dài ba tuần. Bồi thẩm đoàn đã đưa ra phán quyết có tội về các cáo buộc, sau mười giờ ngày 28 tháng 4 năm 1989. Vào tháng 4 năm 1989, Cannan bị ông Justice Drake bỏ tù suốt đời tại Tòa án Exeter Crown, vì tội giết Banks và các vụ tấn công hai phụ nữ khác. Drake ca ngợi cuộc điều tra do Chánh thanh tra thám tử Brian Saunders dẫn đầu.

## Trường hợp nghi ngờ
—Christopher Berry-Dee, 2010
 Anh ta là một người có liên quan đến vụ mất tích của nhân viên bất động sản 25 tuổi Suzy Lamplugh vào tháng 7 năm 1986 và vụ giết người bảo hiểm 27 tuổi của Sandra Court bằng cách siết cổ, ở Bournemouth, tháng 5 năm 1986 nhưng anh ta chưa bao giờ bị buộc tội cả hai trường hợp.

### Vụ giết người tại Tòa án Sandra
Vào tháng 11 năm 2001, Cảnh sát đã phỏng vấn Cannan tại một đồn cảnh sát ở York về vụ giết người tại Tòa án Sandra trong tháng 5 năm 1986. Tòa án được nhìn thấy lần cuối bởi một tài xế taxi đã thả cô ở Throop, Dorset tại nhà của chị gái cô. Thi thể của Tòa án được tìm thấy trong một con mương đầy nước. Một tấm vé trả tiền và hiển thị chứng minh rằng Cannan đã ở Bournemouth vào ngày cô bị giết.
Vào tháng 4 năm 2008, một lá thư nặc danh gửi cho cảnh sát từ Southampton tuyên bố cái chết của Tòa án "là một tai nạn hoàn toàn và hoàn toàn".

### Sự biến mất của Suzy Lamplugh
Cannan bị cảnh sát thẩm vấn về vụ mất tích của Suzy Lamplugh vào năm 1989 và 1990. Ông đã viết một lá thư cho tờ báo địa phương Sutton News vào tháng 8 năm 1991 phủ nhận bất kỳ phần nào trong sự mất tích của cô. Cô được tuyên bố chính thức chết năm 1994. Vào tháng 12 năm 2000, anh ta bị bắt vì tội giết cô và bị thẩm vấn, nhưng anh ta không bị buộc tội. Vào tháng 11 năm 2002, các thám tử nói công khai rằng họ tin rằng anh ta đã giết Lamplugh  và xác nhận điều này vào năm 2006 khi tranh luận về việc giảm thuế.
Vào tháng 11 năm 2002, Cannan đã phàn nàn thông qua luật sư của mình về việc cảnh sát công khai đặt tên cho anh ta, nói rằng anh ta "bị tàn phá và đau khổ". Anh ta lại phủ nhận việc giết Lamplugh. Luật sư của ông phàn nàn về việc thiếu suy đoán vô tội và rằng nhà tù đã giữ lại những lá thư mà Cannan đã cố gắng gửi đến các tờ báo quốc gia về các cáo buộc.
Vào tháng 11 năm 2002, Mark Dennis, một cố vấn cao cấp của Bộ Tài chính, đã quyết định rằng không có đủ bằng chứng buộc tội Cannan về cái chết của cô. Cha mẹ của Lamplugh đã cân nhắc nhưng quyết định không đưa ra một vụ truy tố riêng và vụ kiện dân sự chống lại Cannan. Vào tháng 7 năm 1993, The Independent lập luận rằng tuyên bố kết án của thẩm phán, rằng Cannan nên ở tù trong suốt quãng đời còn lại, xóa bỏ mọi động cơ để anh ta thú nhận sau khi kết án.

#### Chứng cớ
Vào tháng 11 năm 2002, cảnh sát nói rằng Cannan đáng lẽ phải là nghi phạm sớm hơn nhiều trong cuộc điều tra: đáng lẽ họ nên kiểm tra những kẻ phạm tội tình dục mới được thả gần đây và họ nên theo dõi thông tin được đưa ra bởi cha mẹ cô về một người đàn ông từ Bristol.
Cannan được thả ra khỏi nhà tù của mình ba ngày trước khi Lamplugh biến mất. Các đồng nghiệp làm việc của anh cho biết anh thường đến các quán rượu ở Fulham, nơi Lamplugh làm việc. Lamplugh được cho là gặp một "Mr Kipper" khi cô biến mất và Cannan được cho là đã sử dụng tên "Kipper" trong tù. Năm 2000, một nhóm điều tra mới do Jim Dickey dẫn đầu đã vi tính hóa chỉ số thẻ và phát hiện ra rằng một số đại lý bất động sản ở Fulham đã được ông Kipper đến thăm. Cannan có thể đã có quyền truy cập vào một chiếc BMW màu đen và một chiếc BMW tối màu có liên quan đến vụ bắt cóc của cô; Lamplugh được nhìn thấy lần cuối đi vào một chiếc BMW với một người đàn ông cầm rượu sâm banh, dẫn một bạn gái cũ của Cannan, Daphne Sargent, để nói rằng "Ngay khi tôi nghe nói về Suzy, tôi biết đó là John. Nó có tất cả các dấu hiệu - ngay đến rượu sâm banh. "  Cannan giống như một photofit của một người đàn ông nhìn thấy với Lamplugh vào ngày cô biến mất. Một người bạn gái của Cannan nói rằng anh ta có "mối quan tâm mạnh mẽ" trong vụ án, và cảnh sát tin rằng Lamplugh có thể đã có mối quan hệ với Cannan.
Vào tháng 8 năm 2010, một nhà tội phạm học đã tương ứng với Cannan nói rằng bằng chứng DNA liên kết Lamplugh với một chiếc Ford Sierra, từng được Cannan sử dụng, đã được phục hồi trong năm 2000. Nó có biển số SLP 386 giả, có thể liên quan đến tên viết tắt và năm mất tích của cô. Chiếc xe đã được phục hồi từ một đại lý cũ ở Bắc Luân Đôn, nơi nó đã được đỗ trong nhiều năm.
Vào tháng 4 năm 2001, cảnh sát nói rằng biển số SLP 386S đã được đặt trên Mini của Banks bởi Cannan và rằng 386 có thể là một tài liệu tham khảo lưới, vì địa điểm của Banks được tìm thấy ở gần Northing Line 386 và Norton Manor Barracks gần 3 ° 08 '06 "Tây. Khi cảnh sát phỏng vấn Cannan về tầm quan trọng của biển số trên chiếc Mini, anh ta thừa nhận rằng tên viết tắt có thể thay cho Suzy Lamplugh nhưng nói rằng một "doanh nhân người Bristol" mà anh ta đã mua chiếc xe với giá 100 bảng Anh chịu trách nhiệm cho cái chết của Lamplugh, Banks và một cô gái khác. Khi được hỏi liệu doanh nhân đó có phải là anh ta không, anh ta trả lời "Có", nhưng sau đó ngay lập tức đọc thuộc lòng. Cannan bị cáo buộc đã nói với một nhà chiêm tinh đã đến thăm anh ta trong tù rằng "một doanh nhân người Bristol" đã giết Lamplugh và rằng "tôi biết kẻ đã giết Shirley, Suzy và một cô gái khác".

#### Nơi chôn cất có thể
Bạn gái cũ của Cannan, Gilly Paige, đã nói với cảnh sát vào đầu năm 1990, rằng anh ta nói rằng thi thể của Lamplugh đã được chôn cất tại Norton Barracks, mặc dù sau đó cô đã rút lại yêu sách. Vào tháng 12 năm 1999, sau khi một bức thư được gửi cho mẹ của Lamplugh, Diane, tuyên bố Suzy đã được chôn cất ở đó, một cuộc tìm kiếm năm ngày của hơn 30 sĩ quan trong và xung quanh địa điểm cũ của doanh trại, vào tháng 12 năm 2000, đã không tìm thấy xác cô.
Vào tháng 2 năm 2001, Cảnh sát Thủ đô đã tìm kiếm lại doanh trại. Vào tháng 4 năm 2001, cảnh sát nhận ra rằng có thể các doanh trại có tên thực sự là doanh trại Norton Manor Royal Marines ở Somerset, cách nơi tìm thấy thi thể của Banks.
Vào tháng 8 năm 2010, họ đã tìm kiếm một khu vực ba dặm từ các địa điểm trong Worcestershire sau khi một nhân chứng nhớ nhìn thấy một gò đất vào năm 1986, khi ông là một thiếu niên. Cảnh sát đã sử dụng radar xuyên mặt đất, và các chiến hào được đào bên lề đường giữa Pershore và Drakes Broughton, Worrouershire. Đồng thời, họ cũng tìm kiếm vùng rừng ở Quantock Hills, nơi tìm thấy thi thể của Shirley Banks.
Vào tháng 4 năm 2001, một bạn tù của Cannan nói rằng cô đã được chôn cất dưới sân nhà của mẹ Cannan ở Sutton Coldfield. Vào tháng 10 năm 2018, các sĩ quan cảnh sát đã trở lại ngôi nhà và đào lên khu vườn.

### Vụ mưu sát Melanie Hall
Một sự liên quan có thể có trong vụ giết Melanie Hall, người đã biến mất vào năm 1996, đã được cảnh sát đề nghị vào tháng 10 năm 2009, sau khi phát hiện ra hài cốt của cô. Cannan đã thảo luận về "vụ bắt cóc hoàn hảo" với tù nhân Christopher Clark, một kẻ hiếp dâm bị tù chung thân vì tấn công người phụ nữ khác, một tháng sau khi được phỏng vấn về vụ mất tích của Hall.

## Cuộc sống trong tù
Cannan là một kẻ phạm tội hạng A trong HMP Full Sutton, York. Anh vẫn bảo vệ sự vô tội của mình. Anh ta đã học để lấy bằng Đại học Open khi ở trong tù. Mức thuế tối thiểu của anh ta là 35 năm, nghĩa là anh ta sẽ không đủ điều kiện để được tạm tha cho đến năm 2023 và anh ta sẽ chỉ được công bố nếu Hội đồng Tạm tha quy định rằng anh ta không còn là mối nguy hiểm nghiêm trọng đối với công chúng.

### Hành động pháp lý
Vào tháng 7 năm 1989, ông đã thất bại trong việc khiến Tòa án tối cao ngăn chặn BBC phát sóng một bộ phim tài liệu của Crimewatch UK về cuộc điều tra về vụ giết hại Ngân hàng. Một trường hợp ông đã đưa ra Tòa án Tối cao vào tháng 1 năm 2003, tuyên bố rằng quyền tư vấn pháp lý "miễn phí và không bị coi thường" của ông đã bị hạn chế không thành công.
Vào tháng 6 năm 2009, ông đã đưa ra một trường hợp khác tại Tòa án Tối cao vì cáo buộc vi phạm nhân quyền; ông tuyên bố rằng việc ông không đủ điều kiện tham gia chương trình điều trị tội phạm tình dục, do ông tiếp tục tuyên bố vô tội, là bất hợp pháp.
Ông đã kháng cáo giảm thuế tối thiểu 35 năm, nhưng thẩm phán ông Coulson đã ra phán quyết chống lại điều này vào tháng 6 năm 2008 vì các tội ác của ông liên quan đến "một mức độ đáng kể của kế hoạch và tiền xử lý" và "không có yếu tố giảm nhẹ thực sự nào".

## Cuộc sống cá nhân
Cannan xuất thân từ một gia đình trung lưu, con trai của một kỹ sư, và học trường công cho đến năm 15 tuổi. :1 Anh ta đến từ Sutton Coldfield ở West Midlands. Anh ta ở trong hải quân thương gia được ba tháng 17 tuổi và sau đó bắt đầu làm nhân viên bán xe hơi trong công ty của cha mình. :21 Khi anh được phát hành vào ngày từ Wormwood Scrub, anh làm công việc bốc vác cho một công ty cho thuê prop.
Ông tuyên bố đã có 100 tình một đêm và được cho là rất quyến rũ. Ông đã kết hôn vào tháng 5 năm 1978 đến tháng 6 năm ngoái và có một cô con gái, nhưng ông đã rời bỏ họ vào năm 1980. :2  Năm 1987, anh đã quay một video hẹn hò, được cảnh sát phát hành.